# إدوين ريفاس
إدوين ريفاس (بالإنجليزية: Edwin Rivas)‏ هو لاعب كرة قدم أمريكي في مركز الهجوم، ولد في 8 يناير 1992 في لوس أنجلوس في الولايات المتحدة. لعب مع LA Laguna FC ‏.